# Сарантонелло, Эдуардо
Эдуардо Эктор Сарантонелло (4 июня 1918, Буэнос-Айрес — 13 января 2010, Мендоса) — аргентинский математик, известен по работам в области теоретической гидроаэродинамики.

## Биография
Родился в семье выходцев из Италии.
Степень доктора наук получил в Национальном университете Ла-Платы, ученик Альберто Сагастуме Берра. Год, с сентября 1942 по сентябрь 1943 года провёл в США. С 1942 по 1947 год служил в качестве инструктора в Военно-морской академии и в качестве адъюнкт-профессора в университете Ла-Платы. Работал в Гарвардском университете как научный сотрудник в период с 1948 по 1950, с 1952 по 1954 год и в течение четверти 1956 года.
Результаты работ по конструктивной теории уравнений безграничных потоков представлял на Международном конгрессе математиков в американском Кембридже в 1950 году. В начале 1970-х годов работал в математическом исследовательском центре в Висконсинсинском университете в Мэдисоне. С 1990-х годов до последних лет был профессором в Мендосе.
В разное время работал в Кордове, Сан-Луисе, Национальный университет Куйо, Университете Чили и Папском университете в Сантьяго, Стэнфорде, Чикаго, Канзасе, Беркли, Мэриленде, Монреале, Пизе, Лионе, Монпелье, Лувенском католическом университете, Научно-исследовательском центре армии США.
Сотрудничал с Гарретом Биркгофом.
Почётный профессор Национального университета Кордовы (1984). Вице-президент Аргентинского математического общества.